# Alopecosa sublimbata
Alopecosa sublimbata là một loài nhện trong họ Lycosidae.
Loài này thuộc chi Alopecosa. Alopecosa sublimbata được Carl Friedrich Roewer miêu tả năm 1960.